# D.J. Chark
Darrell Chark Jr., detto DJ (Alexandria, 23 settembre 1996), è un giocatore di football americano statunitense che milita nel ruolo di wide receiver per i Los Angeles Chargers della National Football League (NFL).

## Carriera

### Jacksonville Jaguars
Chark fu scelto nel corso del secondo giro (61º assoluto) del Draft NFL 2018 dai Jacksonville Jaguars. Fece registrare la sua prima ricezione nel secondo turno ma nella stessa giocata si fece sfuggire il pallone, causando un fumble. La sua prima stagione si chiuse con 14 ricezioni per 174 yard in 11 presenze, nessuna delle quali come titolare. Divenne stabilmente partente nella sua seconda annata, ricevendo 4 passaggi per 146 yard nel primo turno, incluso il primo touchdown da professionista. Nella settimana 5 contro i Carolina Panthers ricevette 164 yard e segnò due touchdown nella sconfitta. La sua annata si chiuse con 73 ricezioni per 1.008 yard e 8 touchdown, venendo convocato per il suo primo Pro Bowl al posto di Tyreek Hill, impegnato nel Super Bowl LIV.
Nella settimana 4 della stagione 2021 contro i Cincinnati Bengals, Chark si fratturò una caviglia, perdendo tutto il resto della stagione.

### Detroit Lions
Il 14 marzo 2022 Chark firmò un contratto di un anno da 10 milioni di dollari con i Detroit Lions. Con essi disputò 11 partite, con 30 ricezioni per 502 yard e 3 touchdown.

### Carolina Panthers
Il 24 marzo 2023 Chark firmó un contratto di un anno con i Carolina Panthers.

### Los Angeles Chargers
Il 6 maggio 2024 Chark firmò un contratto di un anno con i Los Angeles Chargers.

## Palmarès
- Convocazioni al Pro Bowl: 1

2019